# Calyptospora
Calyptospora är ett släkte av svampar. Calyptospora ingår i familjen Pucciniastraceae, ordningen Pucciniales, klassen Pucciniomycetes, divisionen basidiesvampar och riket svampar.
|              | Milesia                                   |
|              |                                           |
|              | Uredinopsis                               |
|              |                                           |
|              | Pucciniastrum                             |
|              |                                           |
|              | Milesina                                  |
|              |                                           |
|              | Melampsoridium                            |
|              |                                           |
| Calyptospora | \| \| Calyptospora columnaris \| \| \| \| |
|              | \| \| Calyptospora columnaris \| \| \| \| |
|              | Melampsorella                             |
|              |                                           |
|              | Naohidemyces                              |
|              |                                           |
|              | Peridiopsora                              |
|              |                                           |
|              | Hyalopsora                                |
|              |                                           |
|              | Calyptospora columnaris                   |
|              |                                           |

|  | Calyptospora columnaris |
|  |                         |